# Issa ibn Abi al-Mouhajir
Issa ibn Mohammed ibn Souleymane ibn Abi al-Mouhajir (en arabe : عيسى بن محمد بن سليمان بن أبي المهاجر), mort vers la fin du IIe siècle de l’Hégire (VIIIe siècle de l’ère commune), est présumé être le premier auteur maghrébin d’un ouvrage traitant de la conquête islamique de la région du Maghreb.

## Biographie
Issa ibn Abi al-Mouhajir est l’un des petits-fils de Abou al-Mouhajir Dinar, qui a joué un rôle dans la conquête du Maghreb central. Il est présumé être le premier auteur maghrébin à avoir écrit un ouvrage consacré à cette période. Cet ouvrage, intitulé Maghazi Ifriqiya (en arabe : مغازي إفريقية, «Les conquêtes d’Ifriqiya»), a été rédigé dans la seconde moitié du IIe siècle de l’Hégire (VIIIe siècle de l’ère commune). Bien que cet ouvrage soit aujourd’hui perdu, il était encore accessible jusqu’au IVe siècle de l’Hégire (Xe siècle). L’historien Abu al-Arab al-Tamimi (en) a notamment bénéficié de cet ouvrage pour ses écrits.
Issa ibn Abi al-Mouhajir est mort vers la fin du IIe siècle de l’Hégire (VIIIe siècle de l’ère commune).